# IC 1136
IC 1136 је галаксија у сазвјежђу Змија која се налази на листи објеката дубоког неба у Индекс каталогу.
Деклинација објекта је - 1° 32' 41" а ректасцензија 15h 47m 34,3s. Привидна величина (магнитуда) објекта IC 1136 износи 14,3 а фотографска магнитуда 15,3. IC 1136 је још познат и под ознакама CGCG 22-37, NPM1G -01.0472, PGC 56049.